# Bioacumulació
En toxicologia, la bioconcentració o bioacumulació és el procés d'acumulació de substàncies químiques en organismes vius de forma que aquests arriben a concentracions més elevades que les concentracions en el medi ambient o en els aliments. Les substàncies propenses a la bioacumulació assoleixen concentracions creixents a mesura que s'avança en el nivell tròfic en la cadena alimentària. En funció de cada substància, aquesta acumulació es pot produir a partir de fonts abiòtiques (sòl, aire, aigua), o biòtiques (altres organismes vius). Les principals vies d'introducció d'una substància química en un organisme viu són la respiratòria, la digestiva i la integumentària.
El terme bioacumulació es va encunyar entre els anys 1950 i 1960 per un grup de naturalistes nord-americans que van trobar altes concentracions de DDT en l'organisme d'algunes espècies d'aus. Com a conseqüència d'aquest descobriment, el DDT va ser prohibit per a ús indiscriminat en molts països. A més, en la dècada de 1950 es van descobrir diversos casos d'intoxicació massiva per compostos orgànics de mercuri, com el desastre de Minamata un desastre ecològic a la badia de Minamata, al Japó, on es va donar a conèixer la malaltia de Minamata (una síndrome neurològica transmissible al fetus amb efectes que encara perduren en persones de la regió).
Les substàncies potencialment bioacumulables són, entre d'altres, l'aldrín, el captafol, el clordà, els compostos de mercuri, el dicofol, el DDT, el dieldrin, el dinoseb, l'endrina, la fenacetina, l'àcid clorhídric, l'heptaclor, el lindà, el paratió, el PBB, el PBDE, els piretroides, els compostos organofosforats, l'òxid de tributilestany, el toxafè, els compostos que contenen bifenils policlorats i el triòxid d'antimoni.
L'Agència de Protecció Ambiental dels Estats Units defineix el factor de bioconcentració com la relació de concentracions de productes químics entre un organisme i l'aigua del seu voltant.